# لری لیراوی
لری لیراوی  یکی از گویش‌های لری از شاخه لری جنوبی رایج در بندر دیلم، بندر گناوه، بندر ماهشهر، هندیجان، دشتستان، جنوب بهبهان می‌باشد.  این گویش بازمانده زبان لری خوزی می‌باشد. کتاب‌های فرهنگ جغرافیایی آبادی‌های کشور، چاپ ادارهٔ جغرافیایی ارتش به صراحت وجود زبان لری در این مناطق  را تأیید کرده‌ است
.

## گویش های لری لیراوی
۱،دیلم(شهرستان دیلم و بخش شبانکاره)
۲،گناوه‌(بندر گناوه) 
۳،هندیجان( شهرستان هندیجان) 
۴،ماهشهر(مردم بومی شهر هندیجان)
۵،زیدون(جنوب شهرستان بهبهان و بخش زیدون)
مناطقی هستند که با گویش لری لیراوی سخن میگویند.